# 일본국유철도 DB10형 디젤 기관차
일본국유철도 DB10형 디젤 기관차(일본어: DB10形ディーゼル機関車)는 일본국유철도의 전신인 철도성이 설계한 디젤 기관차이다.

## 제조의 배경
제1차 세계대전 이후 대공황으로 인해 경기가 안좋아지자, 입환같은 소소한 작업을 하는데 디젤 기관차를 써서 인건비와 연료비를 절약하기 위해 계획되었다. 그런 이유에서 제작된 DB10형 디젤 기관차는, 순수하게 일본 국내에서 개발한 최초의 디젤 기관차가 되었다.

## 구조
엔진은, 이케가이 제작소 또는 고베 제강소가 제작한 디젤 엔진(직렬 4기통 50 ps/ 1,000 rpm)를 사용해, 가와사키 차량, 닛폰차량제조, 히타치 제작소가 차량 및 조립을 담당했다. 철도성의 첫 디젤 기관차였기 때문에 많은 개조를 하고 나서야 실용화되었다.
동력전달방식으론, 기계식 4단 변속기를 채용했다.
제동장치로는 차륜에 붙잡아 멈추는 방식의 브레이크가 아니라 드럼식 브레이크를 채용했다.

## 제조
1932년에 8량이 제조되었다. 정확한 제조 시기는 정확히 알 수 없으나, 1932년 3월~4월쯤으로 추측된다. 현재 남은 철도국 기관차 배치표에 의하면 1932년 4월 30일에 DB101과 DB102는 다카토리 기관구에 배치되었다. DB103는 고즈키 기관구에, DB104는 다카사키 기관구에, DB105와 DB105는 모두 센다이 기관구에, DB107은 하마마쓰 기관구에, DB108은 이나자와 기관구에 배치되었다。

## 운용
배치된 후, 각 철도국에 1 - 2량 단위로 배치되어 경입환 작업에 사용되었다. 그러나, 1938년에는 DB10 5가 구시로 기관구 아케시 주박소에서 휴차되고, 제2차 세계대전을 치르던 일본이 연료를 통제했기 때문에 1943년 이후는 거의 거의 대부분이 퇴역했다. 그래도 전쟁동안 DB10 1은 와카마츠 검차구의 입환, DB10 5가 하코다테 기관구의 입환, DB10 6이 모리오카 공기부의 입환, DB10 8이 후쿠이기관구의 입환작업을 맡으며 활약했다. 삿포로 철도국의 1948년 4월 1일자 기관차 배치표에 따르면 DB10 5가 하코다테 기관구에서 휴차가 되었다. 또 1948년 9월에는 오야마기관구에서 DB10 3과 DB10 4가 폐차된 것을 마지막으로 8량이 모두 제적되었다.

### 배치
| 년도   | 도쿄 철도국 | 나고야 철도국 | 오사카 철도국 | 히로시마 철도국 | 모지 철도국 | 센다이 철도국 | 삿포로 철도국 | 합계 |
| ------ | ----------- | ------------- | ------------- | --------------- | ----------- | ------------- | ------------- | ---- |
| 1931년 |             | 1             | 1             |                 |             | 1             |               | 3    |
| 1932년 | 2           | 2             | 2             |                 |             | 1             | 1             | 8    |
| 1933년 | 2           | 2             | 2             |                 |             | 1             | 1             | 8    |
| 1934년 | 2           | 2             | 2             |                 |             | 1             | 1             | 8    |
| 1935년 | 2           | 2             | 1             | 1               |             | 1             | 1             | 8    |
| 1936년 | 2           | 2             |               | 1               |             | 1             | 2             | 8    |
| 1937년 | 2           | 2             |               | 1               |             | 1             | 2             | 8    |

- 철도성의 철도통계자료(기관차현재표) 각 연도판으로부터 가져옴. 1938년 이후는 기록되어있지 않다.

## 제적된 후
모지철도국 소속 2량(DB101, DB107)은 전쟁이 끝난 후, 모지코역에서 화차이동기로 사용하였다. 이 중 1량이 조기에 폐차됐지만 나머지 1량은 1980년대 후반까지 이 기관차를 운용하던 기타큐슈 자재센터가 폐쇄될 때까지 사용됐으며, 이 센터가 폐지될 때 같이 해체됐다. DB10형을 특정할 수 있는 매우 큰 운전대나 본넷은 점점 시간이 갈수록 다른 부품으로 교체되어 원형을 상실했으며 번호판도 남아있었기 때문에 말기에는 화차 이동기 이상으로 보이지 않는 상태로 운용되었기 때문에, 사정을 모르는 사람이 보기에 조금 특이해 보일 뿐인 이동기가 이전 DB10형 이라고 유추하기는 매우 어려웠다.
또한 마이바라 기관구도 구내의 차량 이동용으로 사용하고 있었다. 보닛은 제거 거되었으나, 압축공기탱크 7개를 장착하여 압축 공기로 바퀴를 돌리는 무화 기관차가 되어 있었다. 성능은 시속 4 – 5 km/h였으며, 견인중량은 약 230톤이였다. 형식상으론 MN01이였으며 MAB1이라는 번호판을 장착한 상태였다.

## 참고 자료
- 岩堀晴夫「専用線の機関車 5 」『鉄道ファン』No.262 1983年2月号、交友社
- 福井弘「門司のDB10の写真に寄せて」『鉄道ファン』No.263 1983年3月号、117頁、交友社
- 日本国有鉄道北海道総局『北海道鉄道百年史 中』1980年、405頁
- 「昭和30年代の北陸本線瞥見」『レイル』No59、2007年、60頁、エリエイ